# 암사르
암사르(아랍어: أمصار, amṣār, 단수형: miṣr)는 이슬람 전사들이 이슬람의 처음 여러 세기 동안 정복한 땅들에 설립한 정착지이자 주둔지 마을이다. 최초의 암사르들은 634 ~ 644년에 칼리프 오마르 1세에 의해 만들어졌다. 이 주둔지 중 다수에 민간인들이 몰려들어 마을이 되었다.

## 역사
아랍인의 팽창 과정에서 최전선 지역에는 미스르(miṣr, 복수형은 암사르)라 불리는 군사 요새, 또는 리바트가 세워졌다. 미스르의 구조와 기능은 고대 로마의 콜로니아와 유사했다. 고대 로마의 변경 식민지처럼 미스르는 추가적인 정복 활동의 기지로 기능했다. 이런 유형의 아랍 군사 요새는 고대나 비잔티움 시대부터 존재해 온 옛 마을 가까이에 지어지는 경우가 많았다. 형태는 사각형인 경우가 흔했다.
많은 암사르는 군사 요새라는 원래 목적을 유지하기보다는 도시적인 행정 중심지로 발달했다. 특히 "al-miṣrān"(두 요새)로 알려진 이라크 도시 쿠파와 바스라가 그러한 경우이고, 북아프리카의 푸스타트와 카이르완도 마찬가지이다.

## 같이 보기
- 리바트
- 캐러밴서라이